# Brugny-Vaudancourt
Brugny-Vaudancourt ist eine französische Gemeinde mit 437 Einwohnern (Stand: 1. Januar 2022) im Département Marne in der Region Grand Est. Sie gehört zum Arrondissement Épernay und zum Kanton Épernay-2. Die Einwohner werden Brugnitiers-Vaudancouriers genannt.

## Lage
Brugny-Vaudancourt liegt etwa 31 Kilometer südsüdwestlich von Reims. Umgeben wird Brugny-Vaudancourt von den Nachbargemeinden Saint-Martin-d’Ablois im Norden, Vinay im Norden und Nordosten, Chavot-Courcourt im Osten und Nordosten, Morangis im Süden und Südosten, Montmort-Lucy im Süden sowie Le Baizil im Westen und Südwesten.

## Bevölkerungsentwicklung
| Jahr                       | 1962 | 1968 | 1975 | 1982 | 1990 | 1999 | 2006 | 2011 | 2018 |
| Einwohner                  | 429  | 418  | 468  | 437  | 448  | 388  | 428  | 459  | 446  |
| Quellen: Cassini und INSEE |      |      |      |      |      |      |      |      |      |

## Sehenswürdigkeiten
- Kirche Saint-Sébastien in Brugny
- Kapelle von Vaudancourt
- Schloss Brugny aus dem 16. Jahrhundert, Monument historique seit 1990
- ehemaliges Waschhaus (Lavoir)

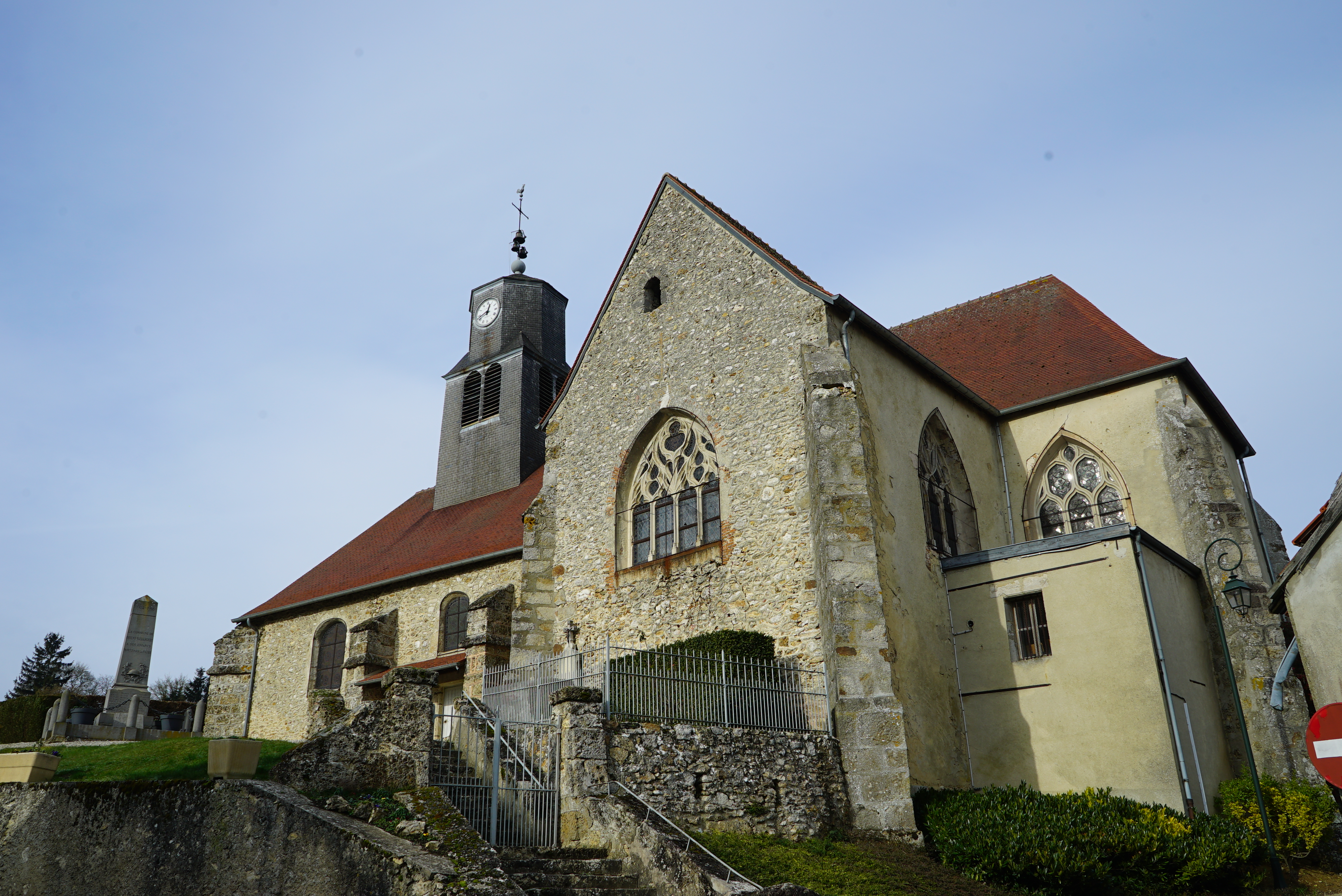
Kirche Saint-Sébastien
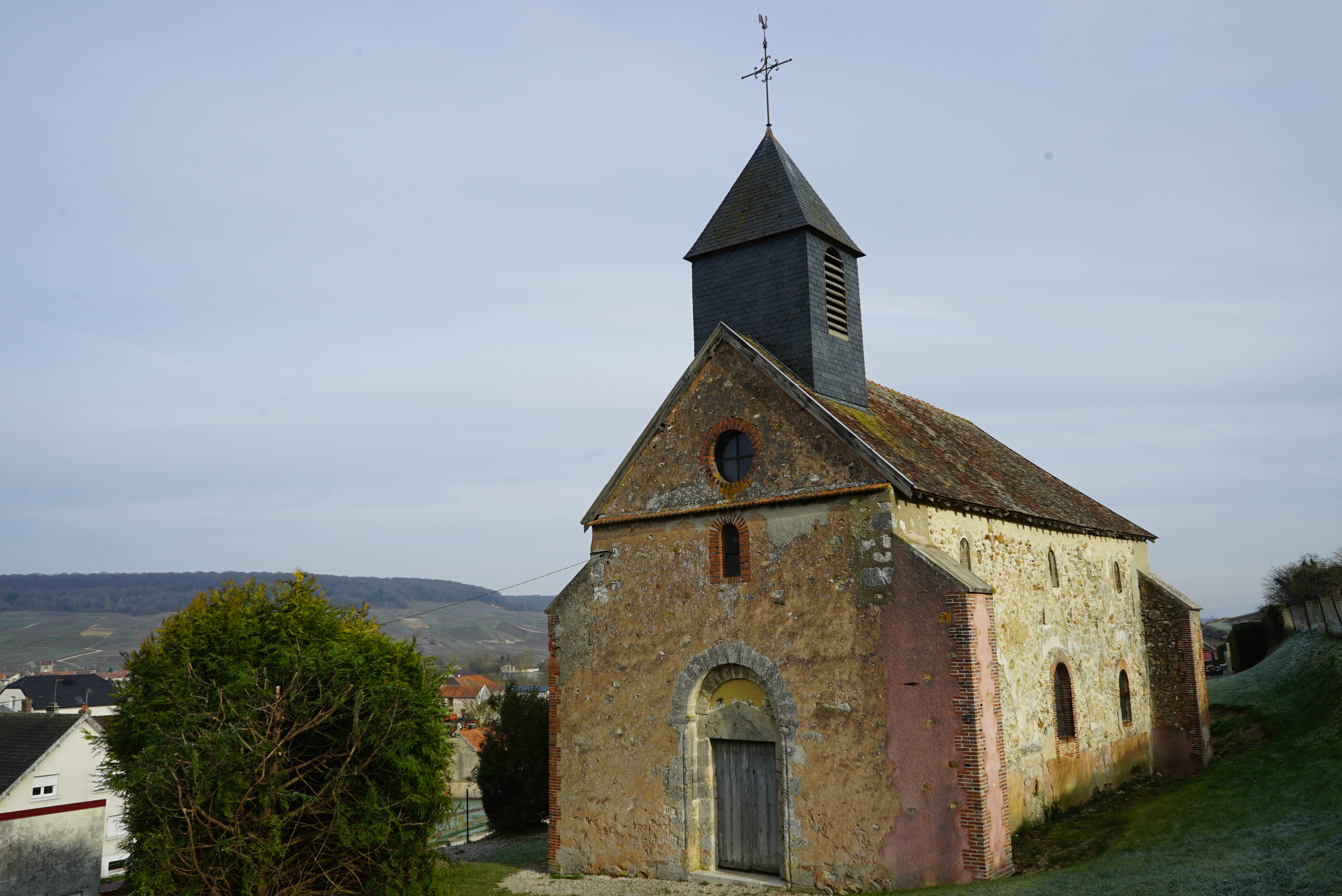
Kapelle von Vaudancourt
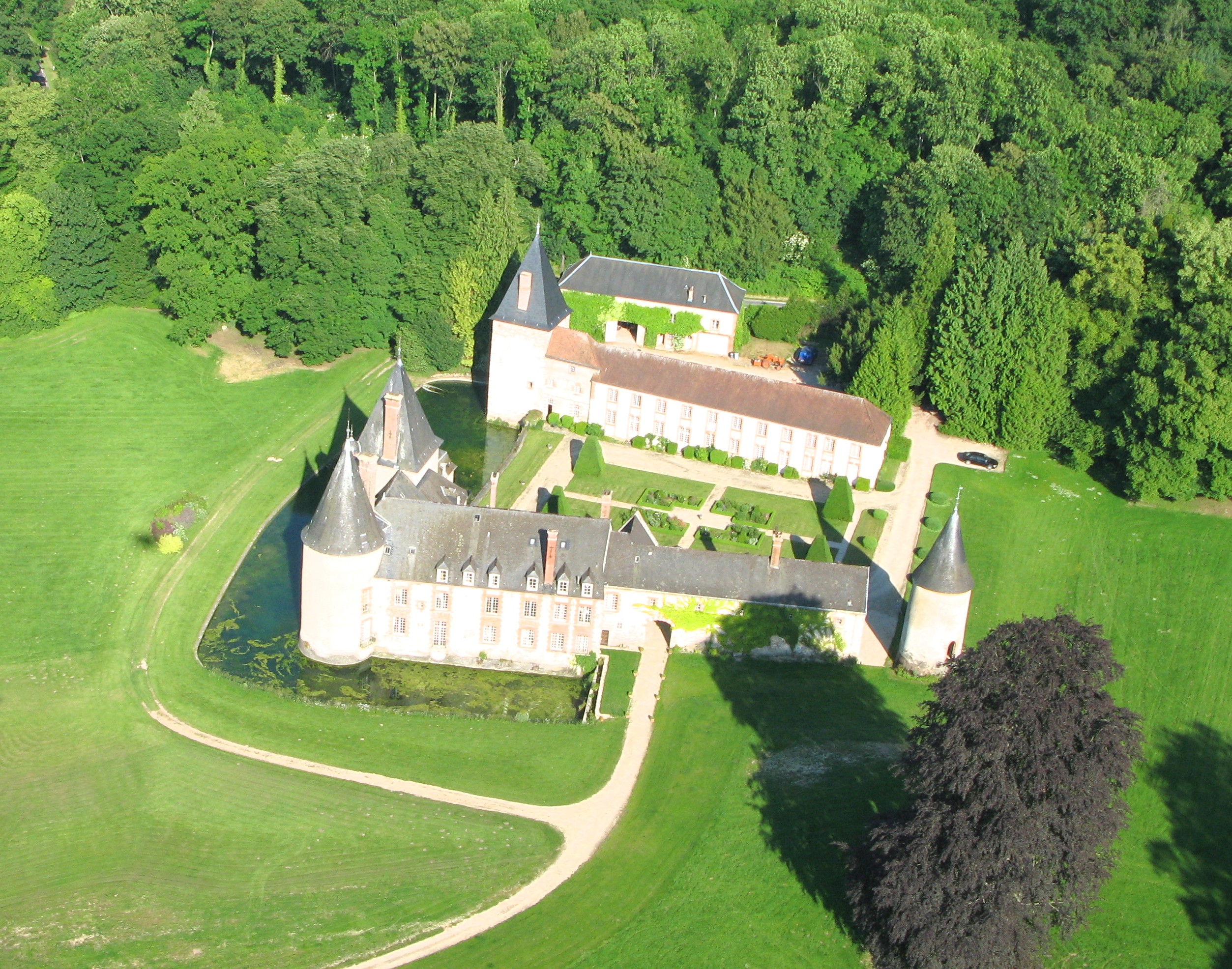
Schloss Brugny
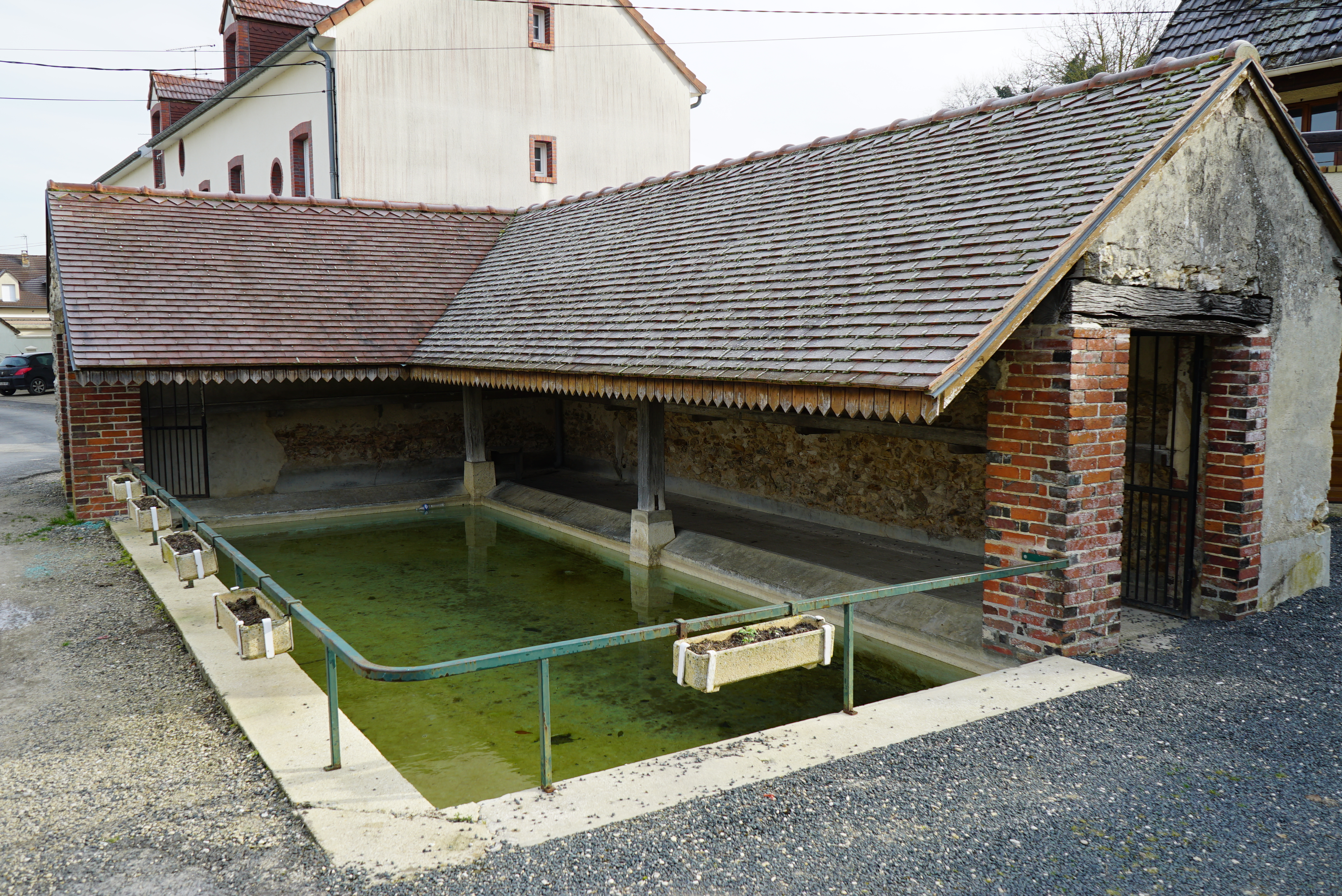
Lavoir